# إبراهيم جكلة
 إبراهيم چكلة أو إبراهيم فوزى (1897 - 13 يوليو 1959) هو ممثل مصري.

## حياته ونشأته
ولد في مدينة قنا عام 1897 وهو من أصل نوبى وعاش في مدينة الإسكندرية وقد بدأ مشواره الفنى في السينما في منتصف الأربعينيات وقدم أدوارا ثانوية مميزة أغلبها بواب أو طباخ أو أحد أفراد الفرقة الموسيقية الشعبية، ومن أفلامه «البنى ادم» 1945 و«سيبوني أغني» 1950 و«عصافير الجنة» 1955 و«الله أكبر»1959. هو عم ادريس في فيلم«مغامرات خضره» 1950 وهو
والد انوار (فتحية شاهين) في فيلم «حبايبى كتير»1950 وهو نيرون في فيلم «المليونير»
1950 وهو أبو عوف العربجى الذي يركب معه بطاطا (حسن فايق) شكك في فيلم «بابا عريس» 1950.

## فيلموجرافيا
تمثيل (31 عمل)
1. لا وقت للحب
فيلم 1963
2. الله أكبر
فيلم 1959
3. رحمة من السماء
فيلم 1958
4. قلوب العذارى
فيلم 1958
5. الهاربة
فيلم 1958
عبده البواب
6. بورسعيد
فيلم 1957
7. عصافير الجنة
فيلم 1955
8. صراع في الوادى
فيلم 1954
9. الحياة الحب
فيلم 1954
عم علي
10. انتصار الحب
فيلم 1954
بشير البواب
11. أموال اليتامى
فيلم 1952
12. ماتقولش لحد
فيلم 1952
13. بشرة خير
فيلم 1952
14. الام القاتلة
فيلم 1952
15. الشرف غالى
فيلم 1951
16. جزيرة الأحلام
فيلم 1951
بندق
17. المعلم بلبل
فيلم 1951
18. نهاية قصة
فيلم 1951
19. أنا بنت ناس
فيلم 1951
20. العقل زينة
فيلم 1950
21. المليونير
فيلم 1950
نيرون
22. حبايبى كتير
فيلم 1950
23. مغامرات خضرة
فيلم 1950
24. الآنسة ماما
فيلم 1950
25. ظلمونى الناس
فيلم 1950
الطباخ
26. سيبوني أغني
فيلم 1950
27. بابا عريس
فيلم 1950
أبو عوف العربجى
28. حب وجنون
فيلم 1948
29. أحكام العرب
فيلم 1947
30. البني ادم
فيلم 1945
مجنون
31. خبز الأخرين
تمثيلية 1900